# Gérard Bardet
Pour les articles homonymes, voir Bardet.
Gérard Bardet (1903-1989) est un patron français. Il fut l'un des trois initiateurs, avec John Nicolétis et André Loizillon, du groupe d'études X-Crise dans les années 1930 et il joua un rôle dans des organismes économiques du régime de Vichy. Il a beaucoup réfléchi à la mise en place d'une économie modernisée et organisée et à l'amélioration des relations sociales au sein des entreprises, dans les années 1930 et sous l'Occupation.

## Biographie

### Jeunesse et études
Bardet effectue ses études à l'École polytechnique (X1922).

### Parcours professionnel et militant
Il travaille à partir de 1925, dans l'entreprise familiale, Machines automatiques Bardet, une petite firme de mécanique de pointe fondée par son père, installée à Paris. Il effectue des réformes importantes en interne dès 1927 pour qu' « à valeur égale, salaire égal », et introduit des primes d’ancienneté et des vacances payées (en 1932),. L'entreprise se développe, emploie 300 personnes en 1936 et ouvre une usine à Moulins.
Il aurait été membre d'un parti de centre-gauche au débat des années 1930, le parti radical-socialiste. Il a en tout cas une sensibilité de gauche. Il écrit dans la revue X-Information, le 25 août 1931, un article qui sera considéré comme l'acte fondateur d'X-Crise, appelé aussi Centre polytechnicien d’études économiques (CPEE). Il s'agit de trouver des solutions à la grave crise des années 1930. Au début, ne participent que son camarade de promotion André Loizillon et John Nicolétis. Bardet est, à partir de 1932, secrétaire général du groupe. Il abandonne cette fonction en décembre 1937 au profit de son épouse. Il s'y déclare opposé au libéralisme classique, partisan d'une économie organisée et de l'intervention de l'État,. Son texte « Réflexions sur six mois de travaux » synthétise les projets politiques d'X-crise : ils sont aux antipodes du modèle républicain car ils valorisent la compétence technicienne au détriment de l'élection et du Parlement. Bardet est cosignataire en 1934 du « plan du 9 juillet » initié par Jules Romains, un programme de gouvernement, aux côtés de personnalités comme Jean Coutrot, cheville ouvrière de ce plan, Pierre Pucheu, Louis Vallon ou Bertrand de Jouvenel, demandant notamment la mise en place d'un ministère de l'économie nationale,. Il n'appartient alors selon ses dires à aucune formation politique,.
Un chapitre d'un livre du polytechnicien (X-1913) et figure éminente d'X-Crise Jean Coutrot (L'humanisme économique, 1936) comprend un texte de Bardet sur son expérience de « collaboration ouvrière à la direction d'une usine » menée dans son usine. Le texte a auparavant été publié en 1933 dans une revue. Des journaux mettent en avant en 1936 et 1937 cette expérience de « collaboration ouvrière et patronale » pratiquée dans son entreprise, avec notamment la mise en place de règles communes valant pour les ouvriers comme pour les cadres et les ingénieurs, de la semaine de 40 heures pour les ouvriers, de congés, d'un « conseil ouvrier » composé de quatre représentants élus et de commissions.
Parmi les membres actifs du groupe de réflexion, il sera de ceux qui voudront passer à l'action à partir de la défaite de 1940, dans le domaine de l'économie dirigée, car il n'a pas fait partie de cabinets ministériels sous le Front populaire, contrairement à certains membres d'X-Crise tel Jean Coutrot. Sous le régime de Vichy, il est nommé en mars 1941 membre du Comité de l'organisation professionnelle, chargé de proposer au maréchal Pétain un projet de statut des professions, dans le contexte de la rédaction de la Charte du travail du 4 octobre 1941, aux côtés d'autres patrons, de syndicalistes et de hauts-fonctionnaires. Il réfléchit à cette future Charte, écrivant plusieurs notes en avril-mai 1941 à son sujet, reprenant en partie ses idées de l'avant guerre. En revanche, contrairement à la plupart des membres de ce comité, il n'est pas désigné membre du Conseil supérieur de la Charte institué en novembre 1941.
En mai 1941, il intègre le conseil d'administration de la société Japy frères, contrôlée par le groupe Worms et dont Pierre Pucheu a été le directeur.

Sur la proposition de Jean Bichelonne, polytechnicien, qu'il a rencontré en 1939, il est nommé président en juin 1941 du conseil consultatif du Centre d'information interprofessionnel (CII), fondé par un décret du 30 avril 1941 pris par le secrétaire d'État à la production industrielle Pierre Pucheu, ancien d'X-Crise. Le CII, dont il est membre du bureau, est dirigé par Antoine de Tavernost, délégué général. Il est l'organe de liaison et de documentation des comités d'organisation (C-O) créés en 1940. Il a hérité des biens mobiliers et immobiliers de la Confédération générale du patronat français (CGPF), dissoute en novembre 1940. Bardet est lui-même un animateur du C-O des machines-outils ; il a été nommé par le ministre René Belin en janvier 1941. Le conseil consultatif comprend des cadres, des syndicalistes et des patrons ; c'est un organisme tripartite. Bardet devient alors de facto le représentant non élu du patronat mais c'est un représentant atypique, qui se veut un militant d'un corporatisme modernisé et d'une économie organisée alors que la majorité des patrons ne sont pas séduits par ces thèses et sont hostiles à la bureaucratie des C-O, à la rationalisation et à la concentration voulues par les élites modernistes du secrétariat à la production industrielle et des technocrates comme Bardet. Il doit se défendre contre les accusations selon lesquelles le CII et son comité servent les intérêts du grand patronat. En mars 1942, dans une lettre à François Lehideux, alors secrétaire d'État à la production industrielle, il écrit pour défendre son institution menacée : 

« Je dis que le Conseil Consultatif, travaillant dans le cadre de sa mission telle que je l’ai définie, et sous la responsabilité personnelle de son président – responsable lui-même devant le ministre – est un rempart contre la reconstitution avouée ou larvée d’une nouvelle CGPF. Démolissez le Conseil Consultatif : il se recréera vite un Conseil – occulte peut-être – mais qui ne sera plus ni consultatif, ni tripartite, et dont vous n’aurez plus le contrôle. »

Le conseil consultatif est cependant dissout et ses projets (projets de régionalisation des comités d’organisation, participation aux bénéfices) ne sont pas repris par le gouvernement.

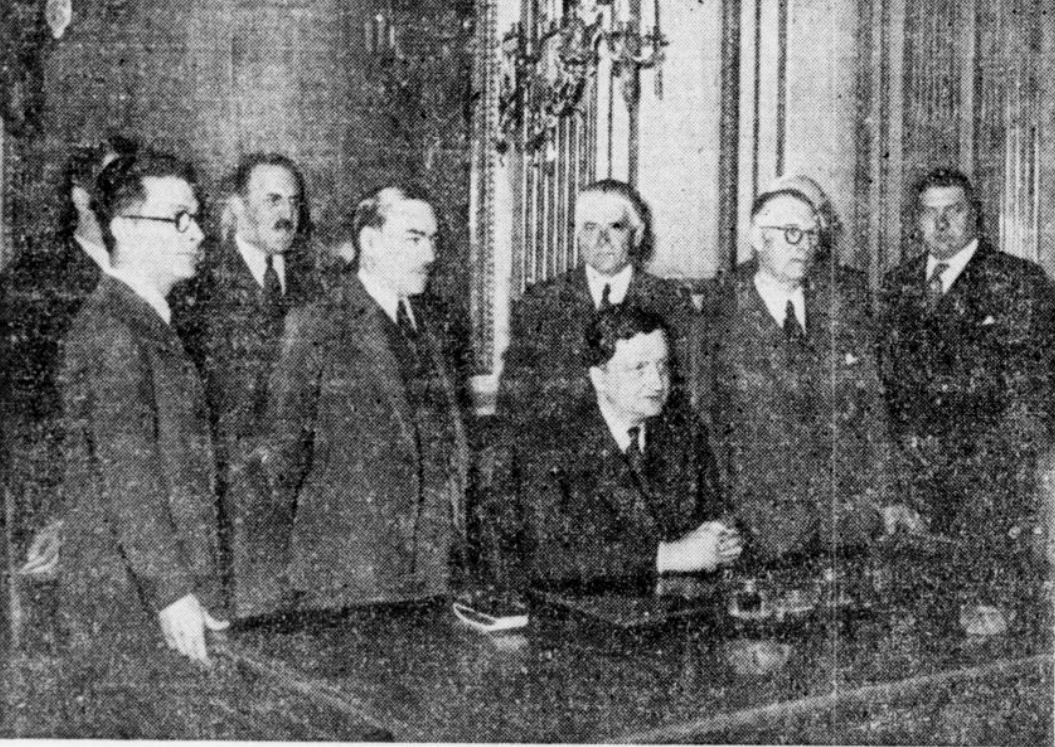
La passation des pouvoirs au Ministère du travail le 20 mars 1944. De gauche à droite : Georges Albertini, Marcel Déat, Jean Bichelonne (assis), Gérard Bardet et François Chasseigne dans La France socialiste du 21 mars 1944.

Bichelonne, dont il est proche, devenu secrétaire d'État à la production industrielle, le désigne membre du Conseil supérieur de l'Économie industrielle et commerciale (CSÉIC), fondé en juin 1942. Bichelonne le nomme ensuite secrétaire général en septembre 1942, puis vice-président en mars 1944 : c'est Bardet qui préside le conseil en l'absence du ministre. C'est un organisme d’études et de propagande chargé de définir une doctrine de l’économie dirigée et de l’État français dans le domaine économique, tout en préparant des réformes de structures. Il est organisé en commissions sur des sujets spécialisés.
À partir de décembre 1943, il anime aussi comme vice-président le Conseil supérieur du travail, autre organisme tripartite (comprenant des patrons, des cadres et des syndicalistes ouvriers) fondé par le régime de Vichy et par Bichelonne, ministre par intérim du Travail. En mai 1944, alors que le collaborationniste Marcel Déat est devenu ministre du Travail, Bardet y propose une réforme des comités sociaux d'entreprise, issus de la Charte du travail : ils ne seraient plus composés que de salariés et pourraient s'intéresser au contrôle de la gestion économique de l'entreprise et à l'embauchage. Les autres patrons membres de ce conseil, menés notamment par Georges Laederich et Jacques Lenté, président de l'Union des industries métallurgiques et minières s'opposent à ses projets,.
Il a aussi été membre sous l'Occupation d'un autre organisme de réflexion, privé celui-ci, le « Comité d’études pour la France » animé par Guillaume de Tarde (1941-1942).
Il fonde la société Automatisme et Technique, au sein de laquelle il dépose plusieurs brevets. Certains concernent un nouveau système de transport, le Personal Rapid Transit, et seront réutilisés par Matra Transport dans les années 1970 pour réaliser les prototypes du projet ARAMIS.
Ses entreprises connaissent des difficultés après guerre et sont reprises par des firmes plus importantes (Worms et Matra). Il vote pour les communistes après la guerre.